# Папирус Харриса 500
Папирус Харриса 500, или Папирус Британского музея 10060 (сокращённо BM 10060) — древнеегипетский папирус начала XIX династии (правление Сети I или Рамсеса II). Содержит сказку «Обречённый принц», легенду «Взятие Юпы», древнейшую известную древнеегипетскую любовную лирику и «Песнь Арфиста». Назван в честь собирателя древностей Энтони Харриса, в чьей коллекции иные папирусы носят также его имя. После смерти коллекционера папирус хранится в Британском музее с № 1872,1101.2.
М. Э. Матье указывает также старое название папируса Харриса 500 — «папирусы Ани и Ра».

## Описание
Папирус размером 143,5 × 20,3 см с обеих сторон исписан иератическим письмом и зрительно разделён на 8 колонок. В стихотворениях писцами допущены ошибки, оставлены пробелы. Найденная неповреждённой рукопись опалилась вследствие вспыхнувшего пожара в одном александрийском доме в XIX веке. Считается, что английский коллекционер Энтони Харрис успел сделать копию до несчастного случая, но её нахождение неизвестно. Первые переводы папируса предпринимали английский египтолог Чарльз Гудвин в 1874 году, французский египтолог Гастон Масперо в 1883 году.

### Лицевая сторона
В первой группе: восемь стихотворений от лица девушки (1, 2, 4, 8) и юноши (3, 5, 6, 7). Оригинальное название этой группы стихотворений не сохранилось, и Сигфрид Шотт именует их «Сила любви».
Вторая группа: Восемь стихотворений схожей тематики с вводными частями. Название продиктовано начальными строками: «Начало сладостной песни, выбранное сердцем выходящего из полей». Соседствует с «Песнью Арфиста».
Третья группа состоит из трёх стихотворений, каждое из которых начинается с упоминания цветка. Последнее сохранилось фрагментарно.

### Обратная сторона
Содержит легенду «Взятие Юпы» и сказку «Обречённый принц».
Легенда занимает первые три столбца и повествует о подчинении мятежного города Юпы египетским полководцем Джехути в период правления фараона Тутмоса III.
Сказка, заключённая в 4-8 столбцы, рассказывает историю египетского принца, которому Хатхор напророчила печальный и необычный конец жизни. Концовка истории не сохранилась.